# Ролкер

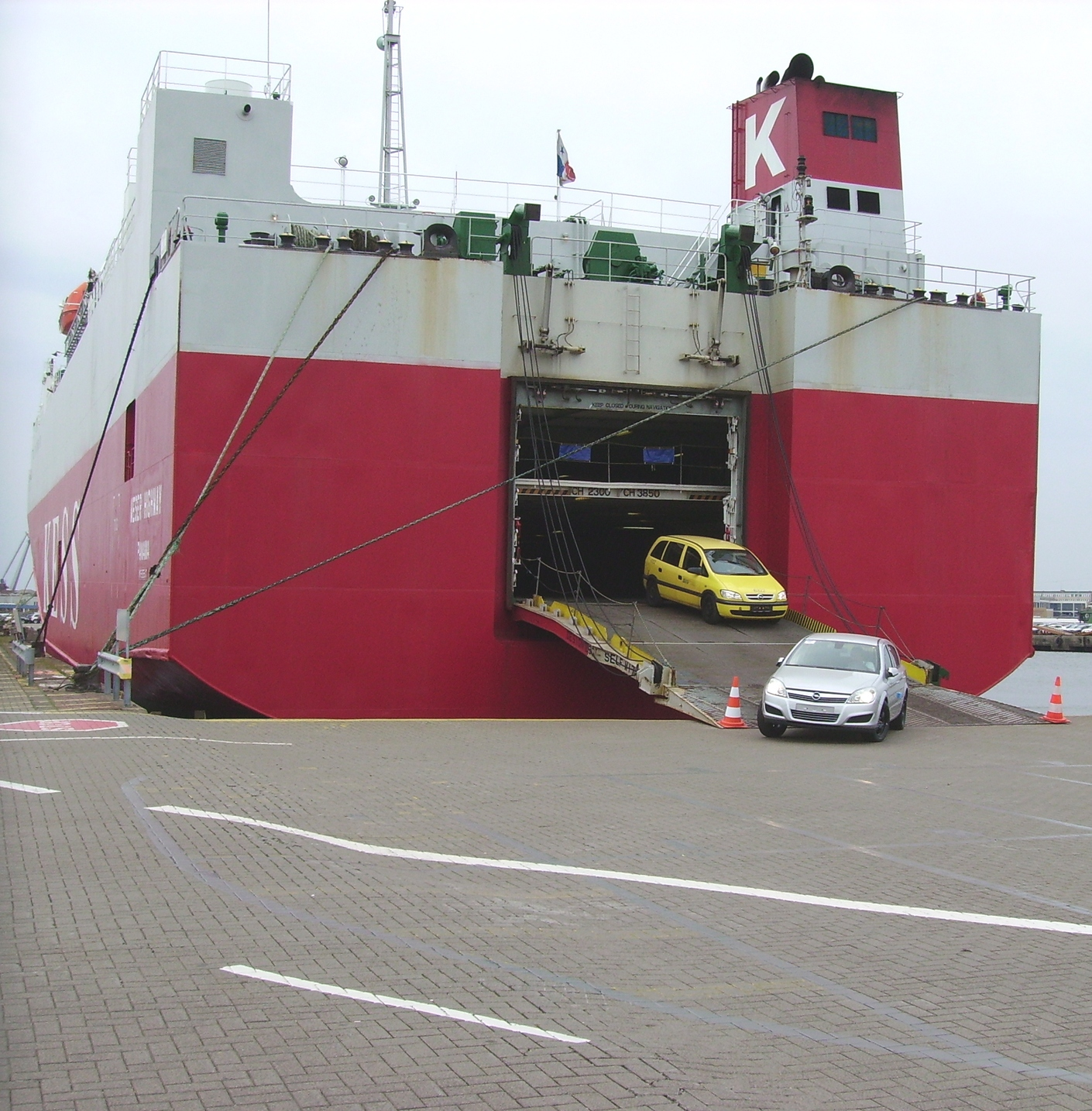
Виїзд автомобілів по апарелі з ролкеру «Weser Highway» через кормову частину

Ро́лкер, або судно Ro-Ro (Roll on-Roll off)  (англ. to roll — «котити» і car — «автомобіль») — вантажне судно, призначене для перевезення колісної техніки, таких як автомобілі, мотоцикли, залізничні вагони, і будь-яких інших штучних вантажів, що завантажуються та вивантажуються через носові (бортові, кормові) ворота за допомогою автонавантажувачів або спеціальних платформ з тягачами.

## Історія
До винаходу ролкерів як окремого виду вантажного судна з колісним вантажем, що перевозилися на океанських суднах, поводилися як з будь-яким іншим вантажем. В автомобілів спорожняли паливні баки і від'єднували акумулятори, перш ніж спустити їх у трюм. Цей процес був виснажливим і важким, а автомобілі зазнавали пошкоджень.
Першим прототипом сучасного ролкеру вважається залізничний пором, створений у 1833 році залізницею Монкленд та Кіркінтіллох, яка експлуатувала вагонний пором на каналі Форт і Клайд у Шотландії.

### Винахід

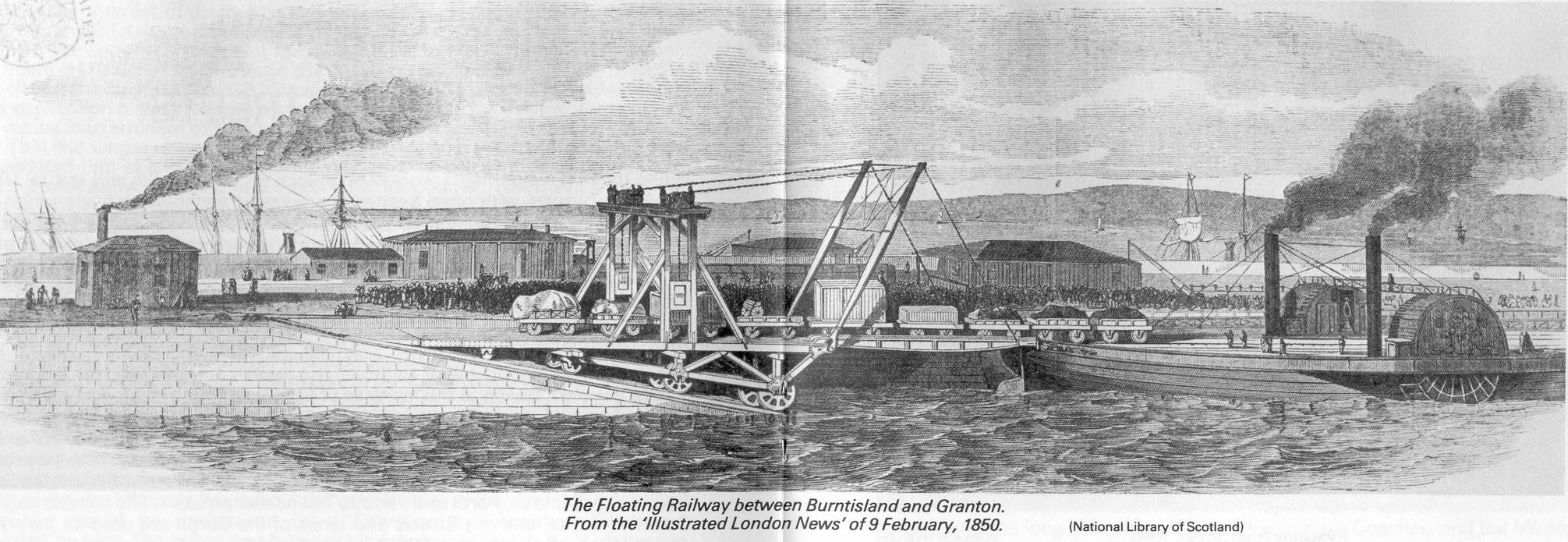
Плавуча залізниця, відкрита у 1850 році як перший у світі залізничний пором

Першим сучасним залізничним поромом є «Левіафан», побудований у 1849 році залізницею Единбурга, Лейта і Ньюхейвена, що була створена в 1842 році. Компанія хотіла продовжити головну лінію східного узбережжя далі на північ до Данді і Абердіна. Оскільки мостові технології ще не були достатньо потужними, щоб забезпечити належну підтримку переходу через затоку Ферт-оф-Форт, яка мала приблизно вісім кілометрів в ширину, потрібно було знайти інше рішення, насамперед для перевезення вантажів, де ефективність була ключовим фактором.
Компанія найняла перспективного інженера-будівельника Томаса Буша, який запропонував залізничний пором з механізмом заїзду і виїзду, щоб максимізувати ефективність системи. Пороми мали бути побудовані на замовлення, із залізничними лініями та відповідними портовими спорудами на обох кінцях, щоб автомобілі могли легко заїжджати і виїжджати. Щоб компенсувати мінливі припливи і відпливи, в гаванях були встановлені регульовані пандуси, а висота козлової конструкції змінювалася шляхом її переміщення вздовж стапеля. Вагони порому завантажувалися і розвантажувалися за допомогою стаціонарних парових двигунів.
Хоча інші винахідники мали схожі ідеї, Буш був першим, хто втілив їх у життя і зробив це з увагою до деталей (таких як дизайн поромної переправи), що дозволило президенту Інституту цивільних інженерів вирішити будь-яку суперечку щодо пріоритету Буша у винаході зауваженням, що «простий задум такого роду не має великої цінності порівняно з роботою, практично виконаною у всіх її деталях і доведеною до досконалості».
Компанію переконали встановити цю залізничну поромну переправу для перевезення товарних вагонів через Ферт-оф-Форт з Бернтісленда у Файфі до Грантона. Сам пором був побудований Томасом Грейнджером, партнером фірми «Грейнджер і Міллер».
Перевезення було розпочато 3 лютого 1850 року. Послуга з перевезення називалася «Плавуча залізниця» і була запланована як тимчасовий захід, поки залізниця не побудує міст. Проте міст був відкритий лише через сорок років, у 1890 році. Його будівництво затягнулося частково через наслідки катастрофи на залізничного мосту Тей.

### Використання під час бойових дій
Поромне сполучення широко використовувалося під час Першої світової війни. З 10 лютого 1918 року велика кількість залізничного рухомого складу, артилерії та припасів для фронту вирушала до Франції з «секретного порту» Річборо, що поблизу Сануїджа на південному узбережжі Англії.
Для цього побудували три залізничні пороми, кожен з яких мав по чотири залізничні колії на головній палубі, що дозволяло використовувати одночасно до 54 залізничних вагонів. Ці поїзди-пороми також могли використовуватися для перевезення автомобілів разом із залізничним рухомим складом. Пізніше того ж місяця з порту Саутгемптон на південно-східному узбережжі було відкрито другу залізнично-поромну переправу. За перший місяць роботи в Річборо через Ла-Манш було перевезено 5 000 тонн, а до кінця 1918 року – майже 261 000 тонн вантажу.
У Першій світовій війні було багато переваг використання поїздів-поромів над звичайним судноплавством. Набагато легше було перевозити велику, важку артилерію і танки, яких вимагала сучасна війна, використовуючи поїзди-пороми, на противагу багаторазовому завантаженню і розвантаженню вантажу. Оскільки виробники завантажували танки, гармати та іншу важку техніку для відправки на фронт безпосередньо в залізничні вагони, які можна було перевантажити на пором в Англії, а потім перевантажити безпосередньо на французьку залізничну мережу з прямим сполученням з лінією фронту, вдалося уникнути зайвої витрати часу.
Аналіз, проведений в той час, показав, що для транспортування 1 000 тонн військових матеріалів з місця виробництва на фронт звичайними засобами потрібно 1 500 робітників, тоді як при використанні поїздів-поромів ця кількість зменшувалась до 100 робітників. Це було надзвичайно важливо, оскільки до 1918 року британські залізничні компанії відчували гостру нестачу робочої сили, оскільки сотні тисяч їх робітників воювали на фронті. Збільшення інтенсивності руху через воєнні дії означало, що необхідно було заощаджувати та підвищувати ефективність транспорту, де це було можливо.
Після підписання перемир'я 11 листопада 1918 року залізничні пороми широко використовувалися для повернення матеріалів з фронту. Згідно зі статистикою військового міністерства, у 1919 році залізничними поромами з Річборо було перевезено більший тоннаж матеріалів, ніж минулого, військового року. Оскільки на залізничних поромах було місце для автотранспорту, а також залізничного рухомого складу, тисячі вантажівок, легкових автомобілів і автобусів використовували ці пороми для повернення до Англії.

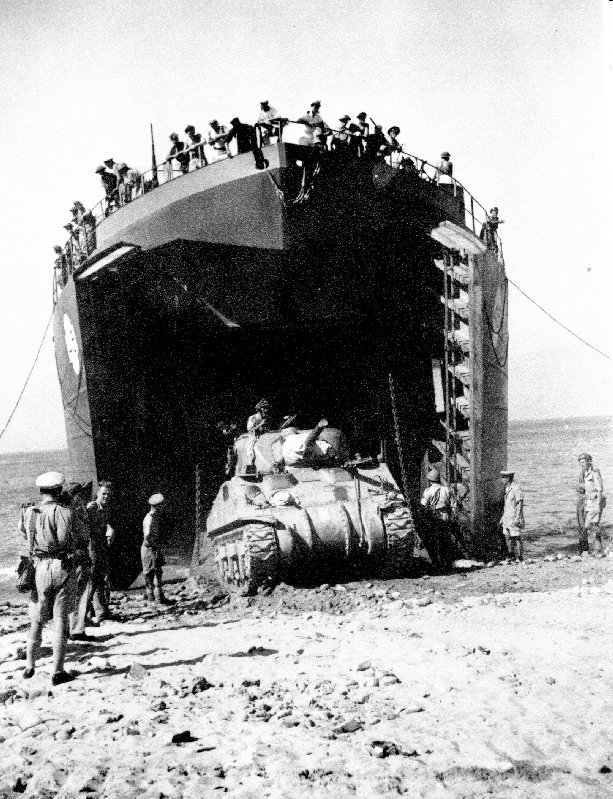
Канадський ролкер розвантажує танки M4 Sherman під час наступу союзників на Сицилію у 1943 році

Під час Другої світової війни десантні кораблі були першими спеціально побудованими морськими суднами, що дозволяли дорожнім машинам висаджуватися і з'їжджати безпосередньо на берег. Евакуація британців з Дюнкерка в 1940 році продемонструвала адміралтейству Великої Британії, що союзники потребують відносно великих морських кораблів, здатних доставляти танки та іншу техніку під час морських десантів на європейський континент. Як проміжний захід для переобладнання було обрано три танкери водотоннажністю від 4 000 до 4 800 тонн, побудовані для проходження через обмежувальні бар'єри озера Маракайбо у Венесуелі, через їхню малу осадку. На цих кораблях, які стали першими танкодесантними суднами, були встановлені носові двері і пандуси.
Першим спеціально побудованим проєктом десантного корабля був HMS «Boxer». Він був зменшеним варіантом проєкту, розробленого Черчиллем. Для перевезення 13 піхотних танків Черчилля, 27 автомобілів і майже 200 чоловік (на додаток до екіпажу) на швидкості 18 вузлів, він не міг мати малу осадку, яка б дозволила легко розвантажуватися. Як наслідок, кожен з трьох суден («Boxer», «Bruiser» і «Thruster»), замовлених у березні 1941 року, мав дуже довгу рампу, сховану за носовими дверима.
Трьома окремими актами від 6 лютого 1942 року, 26 травня 1943 року і 17 грудня 1943 року Конгрес США надав повноваження на будівництво десантних кораблів, а також багатьох інших допоміжних суден, ескортних міноносців і різноманітних десантних кораблів. Величезна програма будівництва швидко набирала обертів. Будівництву десантних кораблів було надано настільки високий пріоритет, що раніше закладений кіль авіаносця був поспіхом знятий, щоб звільнити місце для будівництва декількох десантних кораблів на його місці. Перший десантний корабель був закладений 10 червня 1942 року в Ньюпорт-Ньюс, штат Вірджинія, а перші стандартизовані кораблі вийшли зі стапелів у жовтні. До кінця 1942 року в експлуатацію було введено 23 десантні кораблі.

### Поширення
Наприкінці Першої світової війни транспортні засоби були доставлені з Франції до порту Річборо залізничним поромом, який заїжджав і виїжджав. Під час війни британські військові визнали великий потенціал десантних кораблів і суден. Ідея була проста: якщо можна завезти танки, гармати і вантажівки безпосередньо на корабель, а потім висадити їх з іншого кінця прямо на пляж, то теоретично можна використовувати той самий десантний корабель для виконання тієї ж операції на цивільному комерційному ринку, за умови наявності відповідних портових споруд. З цієї ідеї виросла сучасна світова індустрія поромних переправ. У міжвоєнний період підполковник Френк Бастард заснував Атлантичну пароплавну компанію (англ. Atlantic Steam Navigation Company) з метою забезпечення дешевих трансатлантичних перевезень. Ця ідея так і не була реалізована, але під час Другої світової війни він спостерігав за випробуваннями десантних кораблів на Брайтон-Біч у 1943 році.
Навесні 1946 року компанія звернулася до адміралтейства Британії з проханням придбати три таких судна. Після переговорів адміралтейство погодилося дозволити компанії використовувати три судна на умовах бербоут-чартеру. Десантні кораблі 3519, 3534 і 3512 були перейменовані на «Імперію Балтійську», «Імперію Седрік» та «Імперію Кельтів». Вранці 11 вересня 1946 року відбувся перший рейс. «Імперія Балтійська» вирушила з Тілбері до Роттердама з повним вантажем 64 автомобілів для голландського уряду.
«Імперія Седрік» своєю чергою стала першим судном флоту Атлантичної пароплавної компанії, яке отримало сертифікат на перевезення пасажирів і мало право перевозити п'ятдесят осіб. Таким чином, «Імперія Седрік» стала першим судном у світі, яке працювало як комерційний і пасажирський пором, а Атлантична пароплавна компанія – першою комерційною компанією, яка запропонувала цей тип послуг.
Наприкінці 1956 року вже добре розвинений, весь існуючий на той момент флот компанії був задіяний у Середземному морі під час Суецької кризи, а рейси були відновлені лише в січні 1957 року.

### Подальший розвиток

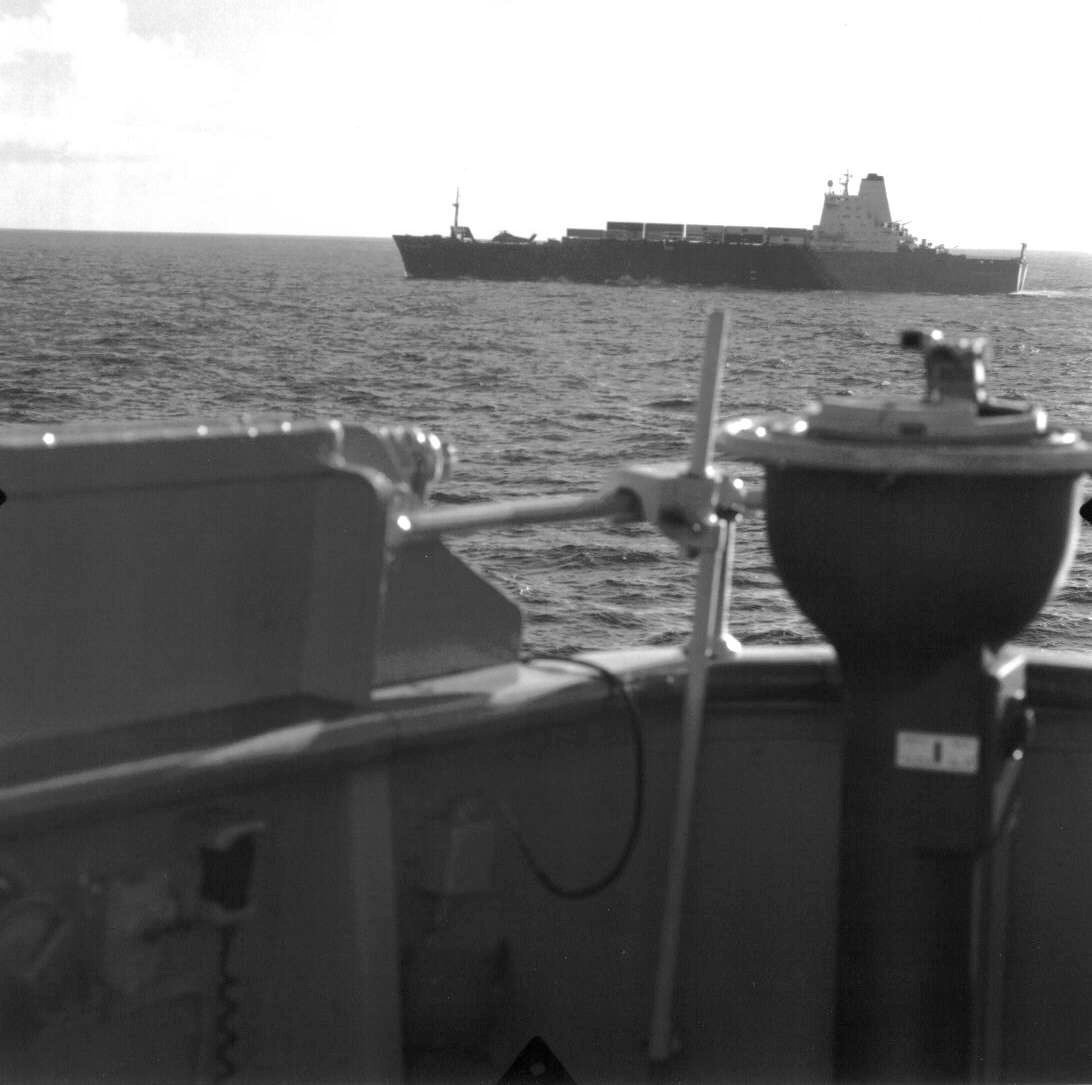
«Atlantic Conveyor» наближається до Фолклендських островів, травень 1982

Першим судном, спеціально побудованим для перевезення навантажених напівпричепів, було судно «Searoad of Hyannis», яке вийшло в перший рейс в 1956 році. Попри скромну вантажопідйомність, воно могло перевозити три напівпричепи між штатом Массачусетс та островом Нантакет навіть в умовах льодової обстановки.
У 1957 році американські військові уклали контракт з компанією Sun Shipbuilding and Dry Dock Company в Честері, штат Пенсильванія, на будівництво нового типу моторизованого транспортного судна. Виготовлене судно «Comet» мало кормову рампу, а також внутрішні пандуси, які дозволяли автомобілям заїжджати безпосередньо з доку на корабель. Завантаження і розвантаження значно прискорювалося. «Comet» також мав регульовану систему блокування для фіксації автомобілів на палубах і систему вентиляції для видалення вихлопних газів, які накопичуються під час завантаження автомобілів.
Під час Фолклендської війни 1982 року частина авіації була реквізована або знищена. Після війни концепція під назвою «корабельна контейнерна система протиповітряної оборони» (англ. Shipborne containerized air-defense system; SCADS) запропонувала модульну систему для швидкого перетворення великого ролкера на аварійний авіаносець з трампліном, паливними системами, радаром, оборонними ракетами, боєприпасами, каютами для екіпажу та робочими приміщеннями. Вся система може бути встановлена приблизно за 48 годин на контейнеровозі або ролкері, якщо вона необхідна. Систему можна було швидко зняти і знову зберігати, коли конфлікт закінчиться.

## Види ролкерів
| Назва | Опис |
| ----- | --- |
| ConRO | Судно ConRo (або RoCon) — це гібрид RoRo і контейнеровоза. Цей тип суден має підпалубний простір, який використовується для зберігання транспортних засобів, а на верхніх палубах укладаються контейнерні вантажі. Окремі внутрішні рампи всередині судна відокремлюють автомобілі від іншого вантажу.                     |
| LMSR  | Великі середньошвидкісні судна типу Roll-on/Roll-off (LMSR) відносяться до декількох класів вантажних суден. Деякі з них спеціально побудовані для перевезення військових вантажів, інші – переобладнані. |
| RoLo  | Судно RoLo (roll-on/lift-off) – це ще один гібридний тип судна, де пандуси обслуговують палуби для автомобілів, а інші вантажні палуби доступні лише під час припливів і відливів або за допомогою використання крана. |
| ROPAX | ROPAX (roll-on/roll-off passenger) – ролкер, побудований для перевезення вантажних транспортних засобів разом з пасажирськими приміщеннями. Технічно це поняття охоплює всі пороми, що мають як автомобільну палубу, так і пасажирську, але на практиці судна, що вміщують понад 500 пасажирів, часто називають круїзними. |